# Gianni Pauselli
Gianni Pauselli (Roma, 7 aprile 1955) è un ex calciatore italiano, di ruolo centrocampista.

## Carriera
Esordisce con la Romulea, con cui nella stagione 1974-1975 gioca 20 partite nel campionato di Serie D, nel quale la sua squadra arriva seconda in classifica alle spalle dell'Olbia. Passa quindi al Novara, con cui nella stagione 1975-1976 gioca una partita nel campionato di Serie B. Viene quindi ceduto al Barletta: con i pugliesi nel corso della stagione 1976-1977 gioca 22 partite nel campionato di Serie C, nel quale realizza inoltre 6 reti (le sue prime in carriera tra i professionisti).
Nell'estate del 1977 viene acquistato dal Bari, con cui nel corso della stagione 1977-1978 segna 3 reti in 25 presenze nel campionato di Serie B; milita in seconda serie anche nel corso della stagione 1978-1979, nella quale in ulteriori 25 partite di campionato realizza una rete. Nel 1979 dopo due anni al Bari (con complessive 50 presenze e 4 reti in Serie B) va a giocare alla Nocerina. Con i campani durante la stagione 1979-1980 segna 4 reti in 31 partite nel campionato di Serie C1. Dopo un solo anno lascia i campani per accasarsi in Sicilia, al Messina: con i peloritani durante la stagione 1980-1981 realizza 6 reti in 30 presenze nel campionato di Serie C2.
Nella stagione 1982-1983 veste la maglia del Crotone nel Campionato Interregionale, nel quale i calabresi arrivano secondi in classifica nel Girone I; milita infine anche nel Fucecchio, con cui nella stagione 1983-1984 disputa 2 partite nel Campionato Interregionale.
In carriera ha giocato complessivamente 51 partite in B (con 4 reti), 53 (con 10 reti) fra Serie C e Serie C1 e 30 (con 6 reti) in Serie C2, per un totale di 134 partite e 20 reti in campionati professionistici.